# Гриндавик
Гриндавик је град на Исланду. Налази се на јужној страни полуострва Рејкјанес у југозападном делу земље. Становништво се претежно бави риболовом. У близини града је геотермална бања Плава Лагуна (исл. Bláa lónið), једна од највећих туристичких атракција Исланда. У близини града је и активни вулкан Фаградалсфјал.